# 千葉美術予備校
千葉美術予備校（ちばびじゅつよびこう）は、千葉県千葉市、柏市、習志野市で展開している東京芸術大学・美術大学・美術高校の受験予備校。株式会社Office Toyofukuが経営している。

## 概要
- 代表者：豊福亮
- 関連校：千葉美アートカルチャースクール

## 設置科
- 油画科・版画科
- 日本画科
- 彫刻科
- デザイン科
- 工芸科
- 先端芸術表現科
- 建築科
- 美術教育系受験科
- 基礎科
- 土日受験科
- 中学生美術科

## 所在地

### 千葉校
〒260-0031 千葉県千葉市中央区新千葉2-1-8 TTビル2F

### 柏校
〒277-0005 千葉県柏市柏 3-10-29

### 津田沼校
〒275-0016 千葉県習志野市津田沼2-4-21

### 成田校
2008年度に閉校。千葉県成田市花崎町790-7